# Frampton Comes Alive!
Frampton Comes Alive! é um álbum "Ao vivo" de Peter Frampton, lançado em 1976. É considerado o álbum ao vivo mais vendido da História. Foi gravado na maior parte na arena Winterland na turne de 1975. Dentre os outros locais que foram gravados estão San Rafael na California, Long Island e State University em New York, e uma faixa no estúdio Record Plant, também na California. O bem sucedido disco serviu de incentivo para outras bandas para lançarem material ao vivo. Quem seguiu este exemplo e teve grande sucesso foram os roqueiros do Thin Lizzy (Live and Dangerous - 1978) e Lynyrd Skynyrd (One more From The Road - 1976). O disco foi lançado em cd em 1995, e teve diversas faixas suprimidas devido ao curto tempo de duração das mídias. Em 2001, uma edição deluxe comemorativa de 25 anos foi lançada, com diversas músicas que ficaram de fora do vinil, além das faixas que ficaram de fora do lançamento do cd de 1995.

## Faixas

### 25th Anniversary Deluxe Edition
Disco 1
1. "Introduction/Something's Happening"
2. "Doobie Wah"
3. "Lines on My Face"
4. "Show Me the Way"
5. "It's a Plain Shame"
6. "Wind of Change"
7. "Just the Time of Year"
8. "Penny for Your Thoughts"
9. "All I Want to Be (Is By Your Side)"
10. "Baby, I Love Your Way"
11. "I Wanna to Go to the Sun"

Disco 2
1. "Nowhere's Too Far (For My Baby)"
2. "(I'll Give You) Money"
3. "Do You Feel Like We Do"
4. "Shine On"
5. "White Sugar"
6. "Jumpin' Jack Flash"
7. "Day's Dawning/Closing"

Todo o disco foi produzido pelos engenheiros de som do estúdio de Wally Heider (engenheiro de som da arena Winterland) e também teve ajuda do conhecido produtor Eddie Krammer. Os destaques ficam por conta da épica "Do you feel like we do", com uso prolongado do talkbox, a animada e pesada versão de "Jumping Jack Flash" e dos singles de enorme sucesso "Show me the way" e "Baby I Love your Way." Inicialmente o álbum seria simples, mas por sugestão dos executivos da gravadora de Frampton (AM Records), este seria estendido, inclusive com adição das faixas que o guitarrista considerava as mais comerciais, ("Show me The Way" e "Baby, I Love your Way"). Inclusive, segundo uma lenda, o guitarrista estava mais disposto a gravar um disco com material mais voltado para o rock, relegando um pouco as faixas mais comerciais, contudo, o filho do presidente da gravadora era apreciador fanático das faixas antes nominadas e assim, pediu ao pai que determinasse que Frampton colocasse as duas músicas no disco.  E assim, o pedido foi atendido a contragosto. No entanto, o resultado foi positivo. Além disso, após a decisão de gravar os concertos para o lançamento do álbum, começou o pesadelo logístico. 
Os engenheiros de som estavam decididos a mudarem a posição dos instrumentos para facilitar a captação do som em seu estado mais puro, deixando o som ao mesmo tempo limpo e pesado. A banda na época contava com John Siomos na Bateria, Stanley Sheldon no baixo e Bob Mayo na guitarra base e nos teclados (piano Fender Rhodes e órgão Hammond). Uma curiosidade que pode-se adicionar é que a banda anterior de Frampton, o Humble Pie também teve sucesso com seu disco ao vivo Performance: "Rockin' The Fillmore" de 1971 e foi gravado em outra casa de show do empresário de rock Bill Graham, o Fillmore East. Apesar do sucesso de Performance do Humble Pie, Frampton abandonou seu posto para seguir carreira solo. 
O álbum ficou posicionado em primeiro lugar nos EUA, e em sexto no Reino Unido. O single "Show me the Way" ficou em sexto lugar nos EUA. O álbum foi Ouro e 6 vezes platina pelos contadores RIAA e BPI. O disco alavancou a carreira de Frampton, que até então estava tendo um sucesso apenas moderado. Após este álbum gravou "I'm in You" (1977) que foi bem sucedido em ambos os lados do Atlântico e mais tarde "Breaking All the Rules" (1981), consolidando de vez a carreira do músico. O disco chegou a superar o disco mais bem sucedido até o momento pela Billboard, a coletânea da banda Eagles, "Their Greatest Hits 71 - 75".